# Max Joseph Roemer
Max Joseph Roemer (1791 – 1849) è stato un botanico tedesco.
Ha descritto per primo e classificato i generi Heteromeles, Pyracantha ed Erythrocarpus, e numerose specie vegetali tra cui:
- Amelanchier bartramiana (Tausch) M.Roem.
- Aria flabellifolia Spach ex M. Roem.
- Aria graeca (Lodd. ex Spach) M.Roem.
- Cedrela mexicana M.Roem.
- Cedrela velloziana M.Roem.
- Mukia maderaspatana (L.) M.Roem.
- Pyracantha angustifolia M.Roem.
- Pyracantha coccinea M.Roem.
- Toona ciliata M.Roem.
- Toona sinensis (A.Juss.) M. Roem.

## Pubblicazioni
- Max Joseph Roemer, Familiarum naturalium regni vegetabilis synopses monographicae; seu, Enumeratio omnium plantarum hucusque detectarum secundum ordines naturales, genera et species digestarum, additis diagnosibus, synonymis, novarumque vel minus cognitarum descriptionibus, Weimar, Landes-Industrie-Comptoir, 1845–1847.